# 腹股沟三角
在人体解剖学中，腹股沟三角也称Hesselbach三角、海氏三角指由腹壁下动脉、腹直肌外侧缘和腹股沟韧带内侧半所围成的三角形区域。临床上，腹股沟直疝由此区域突出。